# Nagytevel
Nagytevel (németül: Deutschtewel) község Veszprém vármegyében, a Pápai járásban.

## Fekvése
A Bakony lábánál, Pápától 8 kilométerre, Adásztevel és Homokbödöge közt fekvő település.

### Megközelítése
A község csak közúton közelíthető meg, a Pápa-Béb között húzódó 8303-as úton.

## Története
Nagytevel nevét 1422-ben említette először oklevél.
A település a zirci cisztercita apátság birtokai közé tartozott.
A törökök 1526 után elfoglalták, a falu elnéptelenedett, de az apátság 1696 körül sziléziai, morva, frank és német telepeseket telepített le a faluban.
1910-ben 920 lakosából 123 magyar, 797 német volt. Ebből 912 római katolikus volt.
A 20. század elején Veszprém vármegye Pápai járásához tartozott.

## Közélete

### Polgármesterei
- 1990–1994: Kecskeméti Benő (független)[3]
- 1994–1998: Kecskeméti Benő (független)[4]
- 1998–2002: Kecskeméti Benő (független)[5]
- 2002–2006: Babits Emil Ferenc (független)[6]
- 2006–2010: Babits Emil (független)[7]
- 2010–2011: Magyar József (független)[8]
- 2011–2014: Herber József (független)[9]
- 2014–2019: Orbán Sándor (független)[10]
- 2019–2024: Orbán Sándor (független)[11]
- 2024– : Orbán Sándor (független)[1]

A településen 2011. június 5-én időközi polgármester-választást tartottak, az előző polgármester lemondása miatt.

## Népesség
A település népességének változása:
| Lakosok száma | 512  | 523  | 518  | 495  | 520  | 521  | 519  |
|               | 2013 | 2014 | 2015 | 2021 | 2022 | 2023 | 2024 |

A 2011-es népszámlálás során a lakosok 97,6%-a magyarnak, 22,9% németnek, 1% cigánynak mondta magát (2% nem nyilatkozott; a kettős identitások miatt a végösszeg nagyobb lehet 100%-nál). A vallási megoszlás a következő volt: római katolikus 75,1%, református 8,7%, evangélikus 5,2%, felekezeten kívüli 3,8% (7% nem nyilatkozott).
2022-ben a lakosság 88,5%-a vallotta magát magyarnak, 10% németnek, 0,2-0,2% bolgárnak, ruszinnak, cigánynak és ukránnak, 1% egyéb, nem hazai nemzetiségűnek (11,2% nem nyilatkozott; a kettős identitások miatt a végösszeg nagyobb lehet 100%-nál). Vallásuk szerint 48,8% volt római katolikus, 8,5% református, 2,5% evangélikus, 0,2% görög katolikus, 0,2% ortodox, 0,8% egyéb katolikus, 5,4% felekezeten kívüli (33,7% nem válaszolt).

## Nevezetességei
- Római katolikus temploma a Szentháromság nevére lett felszentelve; a zirci cisztercita rend építtette 1770-1775 között, barokk stílusban.

A templom Szent Lászlót és Szent Imrét ábrázoló, illetve további freskóit Polinger Ignác festette 1850 körül; oltárképei Bernhard Krause alkotásai.
- Víztározó
- Múzeum

## Képgaléria

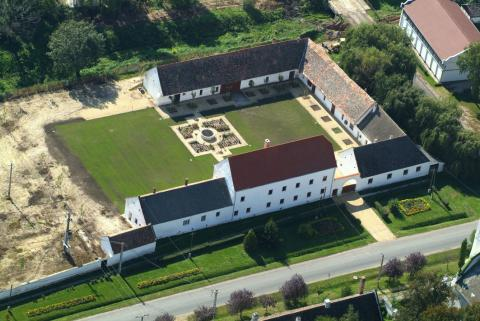
Légifotó a műemlék majorsági épületről
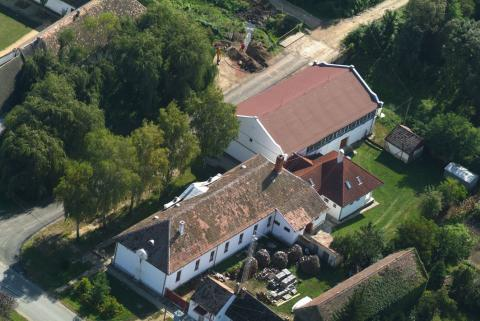
Légifotó a település központjáról